# NGC 493
NGC 493 is een spiraalvormig sterrenstelsel in het sterrenbeeld Walvis. Het hemelobject ligt ongeveer 90 miljoen lichtjaar van de Aarde verwijderd en werd op 20 december 1786 ontdekt door de Duits-Britse astronoom William Herschel.

## Synoniemen
- PGC 4979
- MCG +00-04-099
- IRAS 01195+0041
- 2MASX J01220898+0056432
- H 3.594
- h 105
- UGC 914
- ZWG 385.84